# STEMM
Gli STEMM sono un gruppo metal statunitense, originario di Niagara Falls, New York, in passato legato all'etichetta Catch 22 Records.

## Contesto

### I primi anni
Formatisi nel giugno 1998, per mano di Joe Cafarella, Russ Martin, Jimi e Louis Penque, riusciranno - in un arco di tempo relativamente breve - ad incidere due canzoni da includere nel primissimo EP d'esordio, intitolato Further Efforts, che in soli quattro mesi venderà più di 600 copie. Inizialmente, il sound degli STEMM incorporava elementi ibridi sia di hardcore che di rapcore, stili per molti versi simili a quelli in uso nella band E.Town Concrete. Dopo aver assoldato tra le file, nel luglio 2000, il secondo chitarrista Rich Spalla, gli STEMM debutteranno sul panorama musicale pubblicando il loro primo lavoro indipendente, intitolato "Dead to Me" pubblicato nel 2002.

### UFC e il combattimento televisivo
Sempre nel 2002, gli STEMM si assicureranno un contratto di collaborazione con la UFC, un'organizzazione di arti marziali statunitense, che incorporerà la loro musica durante gli eventi live dall'Agosto 2002.. Tra le canzoni incluse per ogni combattimento pay-per-wiew di The Ultimate Fighter troviamo "Holding On", "Fallen" e "Face the Pain". Quest'ultima sarà usata come tema portante della colonna sonora del UFC 2009 Undisputed, e verrà inclusa nella compilation ufficiale della UFC, denominata UFC Ultimate Beatdowns Volume 1, assieme a band del calibro di Fear Factory, Slayer e Shadows Fall. Recentemente, gli STEMM hanno anche stipulato un contratto per trasmettere la loro musica sulla stazione televisiva canadese The Fight Network.

### Transizione
Il 2004 vedrà la formazione del gruppo subire alcuni importanti cambiamenti: Jimi Penque lascerà gli STEMM, a causa di divergenze sia creative che musicali, e qualche mese dopo Louis Penque seguirà lo stesso destino per motivi familiari. Questi imprevisti getteranno le basi per l'inizio della collaborazione tra i membri rimasti degli STEMM e il gruppo metal di Buffalo 5 Years Gone. Il batterista Dan Nelligan e il cantante T.J. Frost inizieranno così a comporre nuovo materiale, mentre il chitarrista degli STEMM restituirà loro il favore sostituendo i due chitarristi che da poco avevano abbandonato il gruppo di Buffalo. Dopo aver allontanato anche il bassista Russ Martin, le due band finiranno infine per fondersi, imboccando da lì a poco una nuova direzione musicale. Nonostante questo discosti il gruppo dal lavoro precedente in termini di influenze e stile, il nome resterà comunque invariato, vista la grande rilevanza che gli STEMM avevano riscosso grazie alla UFC.

### Un nuovo inizio
Dopo aver riassemblato la formazione, gli STEMM firmeranno un contratto per l'etichetta Triple M Management, fondata da Rob Arnold, il chitarrista dei Chimaira. Grazie al suo aiuto, nei primi mesi del 2004 vedrà la luce "5", contenente per l'appunto 5 pezzi, dove si segnala l'apparizione del cantante dei Chimaira Mark Hunter come special-guest nella canzone "13 Years". Il nuovo EP arriverà a vendere più di mille copie in un paio di mesi, grazie anche al grande lavoro di promozione sul palco della band durante i concerti di apertura per i Sevendust, e lungo tutto il tour nazionale con Chimaira e Trivium. Gli STEMM faranno da apripista per lo show dei Damageplan, il giorno prima che un fan uccidesse sul palco Darrell "Dimebag" Abbott,, ed apriranno i concerti per i Bleed the Sky, dell'etichetta Nuclear Blast, nel leggendario locale Whisky a Go Go. Inoltre, nel 2005 prenderanno parte anche al New England Metal and Hardcore Festival, al fianco di pesi massimi come Soilwork, Danzig, Dark Tranquillity and Mnemic. Nel novembre dello stesso anno, la band pubblicherà il secondo album indipendente, dal titolo "Songs for the Incurable Heart".  Quattro tracce già incluse nel precedente demo, sommate al nuovo materiale prodotto, inclusa la canzone "The Day the Earth Stood Still" come tributo alle vittime degli attacchi dell'11 settembre, a cui il cantante T.J. Frost era sopravvissuto.

### Contratto finale
Nell'Agosto 2006, la band annuncerà sulla propria pagina di MySpace d'aver ufficialmente stipulato un contratto di registrazione con la "I Scream Records" per ristampare il loro secondo album, "Songs for the Incurable Heart." Gli STEMM continueranno per un altro anno ad aprire i concerti di Godsmack e Stone Sour, finché, il 30 luglio 2007, il cantante T.J. Frost non abbandonerà il gruppo per "dissapori personali."  Con la sua partenza, il gruppo assolderà il chitarrista Alex Scouten dei 3 Minutes of Hate (che aveva precedentemente collaborato con loro nel 2003) per sostituire Rich Spalla, e affiancare Joe Cafarella, passando quest'ultimo dalla seconda voce direttamente al ruolo di cantante.

### Catch 22 e Blood Scent
Dopo essersi assicurati una solida formazione, la band incomincia a lavorare su nuovo materiale per il terzo album: "Blood Scent". La canzone "Poopmouth", rinominata e in seguito inclusa nell'album come "Broken Face Masterpiece", verrà inserita in un CD allegato all'edizione di maggio della rivista Metal Edge Magazine. Nei primi di luglio verrà annunciata la fine dei lavori, ma si dovrà aspettare metà ottobre per veder terminate le rifiniture sulla scaletta e i lavori di grafica per la copertina. Allo stesso tempo, il gruppo rivelerà di aver firmato per la Catch 22 Records, una filiale della MVD Entertainment, che avrebbe gestito l'uscita del nuovo lavoro. Secondo le stesse parole del cantante Joe Cafarella, questo album sarebbe stato il loro equivalente di "Vulgar Display of Power"., facendo così un paragone diretto con il ben noto capolavoro dei Pantera. L'affermazione, però, non voleva forzare un confronto tra le due opere, bensì puntare il dito sul modo in cui questo li rappresentava per completezza nell'insieme. "Volevamo solo fare un CD che non ci avrebbe costretto a sottostare ad un certo cliché di stile. Diciamolo chiaro, i Pantera lo hanno fatto durante le loro performance dal vivo. Mentre MTV mandava ‘Walk’ e ‘This Love’, le nostre teste si scuotevano per Fucking Hostile e Mouth for War." Blood Scent verrà pubblicato l'11 novembre 2008. In un comunicato stampa della UFC, l'organizzazione annuncerà che la canzone "House of Cards" sarà usata come colonna sonora per lo show UFC Wired. Il primo singolo, "Awake", sarà accompagnato da un video prodotto e diretto dalla GDM Video Production company.

### L'unione delle forze con la Trans-Fusion Entertainment
Nel tardo 2008, gli Stemm troveranno finalmente un'agenzia di booking in grado di proiettarli al di là del mercato locale,  permettendogli così un tour per tutti gli Stati Uniti per l'album Blood Scent.

### Ride Or Die Tour 2009
Nel giugno 2009, la band annuncerà la propria partecipazione all'Ride Or Die Tour con le band His Name Was Yesterday e Adakain.

### Probabile scioglimento (fine 2012)
Intorno alla fine di novembre, voci attendibili comunicano che la vita della band sia in dirittura d'arrivo per cause ancora incerte. Ad annunciarlo è anche la pagina Facebook ufficiale del gruppo.

## Membri della Band

### Line-up corrente
Joe Cafarella - voce, chitarra ritmica (1998 - 2012)

Alex Scouten - chitarra solista, beat box (1998 - 2000) (2007 - 2012)

Mario Nobilio - basso (2011 - 2012)

Dan Nelligan - batteria (2003 - 2012)

### Ex membri
Louis Penque - voce (1998 - 2003)

Russ Martin - basso (1998 - 2003)

Jimi Penque - batteria (1998 - 2003)

T.J. Frost - voce (2003 - 2007)

Rich Spalla - chitarra (2000 - 2008)

Stephen Crowl - basso (2003 - 2011)

## Discografia
| Title                         | Release date                                    | Label                  |
| ----------------------------- | ----------------------------------------------- | ---------------------- |
| Further Efforts EP            | 1999                                            | Nessuna                |
| Dead to Me                    | 2000                                            | Streamline Productions |
| 5                             | 2004                                            | Nessuna                |
| Songs for the Incurable Heart | 15 novembre, 2005 10 ottobre, 2006 (re-release) | I Scream Records       |
| Blood Scent                   | 11 novembre, 2008                               | Catch 22 Records       |

## Curiosità
Il primo concerto di apertura degli STEMM per l'etichetta dei Sevendust è stato uno tra i maggiori in assoluto.

Gli STEMM utilizzano i modelli di chitarra ESP, le Jagermeister e i Mesa Boogie.

Hanno vinto il Buffalo Music Award nella categoria Best Hardcore/Metal per 3 anni consecutivi. (2001, 2002, & 2003)

Tom "T.J." Frost è stato il cantante dei Buffalo, per la band death metal Baphomet (divenuta poi Banished),ed anche tecnico chitarrista per Chimaira e Ill Nino.